# Jan Mikołaj Radziwiłł (1681–1729)
Jan Mikołaj Radziwiłł herbu Trąby (ur. 17 maja 1681 w Klecku, zm. 20 stycznia 1729 w Czarnawczycach).

## Życiorys
18 września 1704 roku w Berlinie, w obecności króla Fryderyka I wziął ślub z córką podskarbiego Jana Jerzego Przebendowskiego Dorotą Henryką Przebendowską.
Był 7. ordynatem kleckim, później krajczym wielkim litewskim od 1699 i wojewodą nowogródzkim od 1709. Był starostą: lidzkim, jurborski i sudowskim.
Był posłem nowogródzkim na sejm konwokacyjny 1696 roku. Był konsyliarzem województwa nowogródzkiego w konfederacji sandomierskiej 1704 roku.
Za zasługi odznaczony Orderem Orła Białego.